# Minesweeper (видео-игра)
Миноловац је видео игра за једног играча. Циљ игре је да се отворе сва поља на табли, без детонирања скривених мина. Поља садрже број, који означава колико има мина око њега. Игра је настала 1960. године. Данас је подржава велики број платформи, уграђена је углавном у оперативним системима. Постоје многе варијације ове игре.

## Информације о игри
Првобитно се играчу појављује табла са пољима (квадратићима). Број поља и мина може одредити играч или се аутоматски одређује приликом избора тежине партије. 

Играч може да отвара поља или да их означава. Ознака заставице говори да играч мисли да се ту налази мина. Обично постоји и ознака ? (упитник) који подсећа играча да није сигуран за то поље.

Ако се отвори поље које садржи мину играч је изгубио. Иначе се појављује број који указује колико има мина око овог поља (ако нема мина около, поље је празно). 

Поља се откривају једно по једно, или се прво означе мине око поља, тј. поставе се онолико заставица колико је вредност средишњег поља. Тада се остала поља откривају кликом на средишње поље. 

Неке верзије никада не постављају мину на прво поље, док неке организују поља тако да решење не захтева погађање.

## Историја
Игрица има своје корене у игрицама из 1960. и 1970. године. Најстарији предак игрице је Jerimac Ratkliff's Cube (Јеримак Ратклифова коцка). Ту су и игрице Mined-Out,Yomp.
Игрица Vinesweeper може да се игра у више играча, игрица нема краја а рачунају се поени.

Решење проблема игрице је ко-НП-комплетно. 

Clay Mathematics Institute награђује са 1 000 000 долара проналазак ефикасног решења алгоритма игрице.Детаљније о овој теми. 

Игрицу какву је знамо данас креирали су Robert Donner (Роберт Донер) и Curt Johnson (Курт Џонсон),1989. године у компанији Microsoft (Мајкрософт).Microsoft је први пут убацио игру Миноловац као део Windows Entertainment Pack,1990. године. 